# Paradysderina fatima
Espèce
Paradysderina fatima est une espèce d'araignées aranéomorphes de la famille des Oonopidae.

## Distribution
Cette espèce est endémique de la région d'Amazonas au Pérou,. Elle se rencontre à Fátima vers 450 m d'altitude.

## Description
La femelle holotype mesure 1,65 mm.

## Étymologie
Cette espèce est nommée en référence au lieu de sa découverte, Fátima.

## Publication originale
- Platnick & Dupérré, 2011 : The Andean goblin spiders of the new genera Paradysderina and Semidysderina (Araneae, Oonopidae). Bulletin of the American Museum of Natural History, no 364, p. 1-121 (texte intégral).